# Fake Shark-Real Zombie!
Fake Shark-Real Zombie! — канадский инди/пост-хардкор коллектив из Ванкувера. Они объединяют в своем творчестве пост-хардкор, инди, дэнс-панк и электронную музыку. Название коллектива — это отсылка к фильму Лучо Фульчи «Зомби 2», где акулы и зомби участвовали в боевых действиях.

## Дискография
Студийные альбомы
- Zebra! Zebra! (2007)
- Meeting People Is Terrible (2009)
- Liar (2013)
- Faux Real (2017)

Сборники
- Quadruple Dare: Vancouver Mutilation
- Don’t Forget